# Концы (Тихвинский район)
Концы — деревня в Ганьковском сельском поселении Тихвинского района Ленинградской области.

## История
ВЕРХНИЙ-КОНЕЦ — деревня Куневичского общества, прихода Капецкого погоста. Река Капша. 

НИЖНИЙ-КОНЕЦ — деревня Куневичского общества, прихода Капецкого погоста. Река Капша. 

Крестьянских дворов — 5. Строений — 12, в том числе жилых — 6.

Число жителей по семейным спискам 1879 г.: 11 м. п., 14 ж. п.; по приходским сведениям 1879 г.: 9 м. п., 9 ж. п.

В конце XIX — начале XX века деревня административно относилась к Куневичской волости 2-го земского участка 2-го стана Тихвинского уезда Новгородской губернии.

ВЕРХНИЕ КОНЦЫ — деревня Куневичского общества, дворов — 5, жилых домов — 10, число жителей: 16 м. п., 8 ж. п. 

НИЖНИЕ КОНЦЫ — деревня Куневичского общества, дворов — 1, жилых домов — 1, число жителей: 4 м. п., 3 ж. п. 

Занятия жителей — земледелие, лесные промыслы. Река Капша. (1910 год)

Деревня Концы на карте 1932 года

Согласно карте Ленинградской области Северо-западного аэрогеодезического треста ГГУ издания 1932 года деревня насчитывала 4 крестьянских двора.
По данным 1933 года деревня Концы входила в состав Ерёминогорского сельсовета Капшинского района Ленинградской области.
По данным 1966, 1973 и 1990 годов деревня Концы также входила в состав Ерёминогорского сельсовета.
В 1997 году в деревне Концы Ерёминогорской волости проживали 4 человека, в 2002 году — также 4 человека (все русские).
В 2007 году в деревне Концы Ганьковского СП проживали 4 человека, в 2010 году — также 4.

## География
Деревня расположена в северной части района к западу от автодороги 41А-009 (Лодейное Поле — Тихвин — Чудово).
Расстояние до административного центра поселения — 16 км.
Расстояние до ближайшей железнодорожной станции Тихвин — 59 км.
Деревня находится на левом берегу реки Капша.

## Демография
| 2007 | 2010 | 2017 |
| ---- | ---- | ---- |
| 4    | →4   | →4   |

### Национальный состав
Согласно данным Всероссийской переписи населения 2021 года в деревне проживали 5 человек, все русские.